# Guiler-sur-Goyen
Guiler-sur-Goyen (en bretó Gwiler-Kerne) és un municipi francès, situat a la regió de Bretanya, al departament de Finisterre. L'any 2006 tenia 440 habitants.

## Demografia
| 1962                                       | 1968 | 1975 | 1982 | 1990 | 1999 |  |
| ------------------------------------------ | ---- | ---- | ---- | ---- | ---- |  |
| 533                                        | 508  | 414  | 377  | 412  | 413  |  |
| Des de 1962: població sense dobles comptes |      |      |      |      |      |  |

## Administració
| Període | Identitat         | Partit |
| ------- | ----------------- | ------ |
| 2001-   | Christian Jolivet |        |